# Cap-aux-Meules

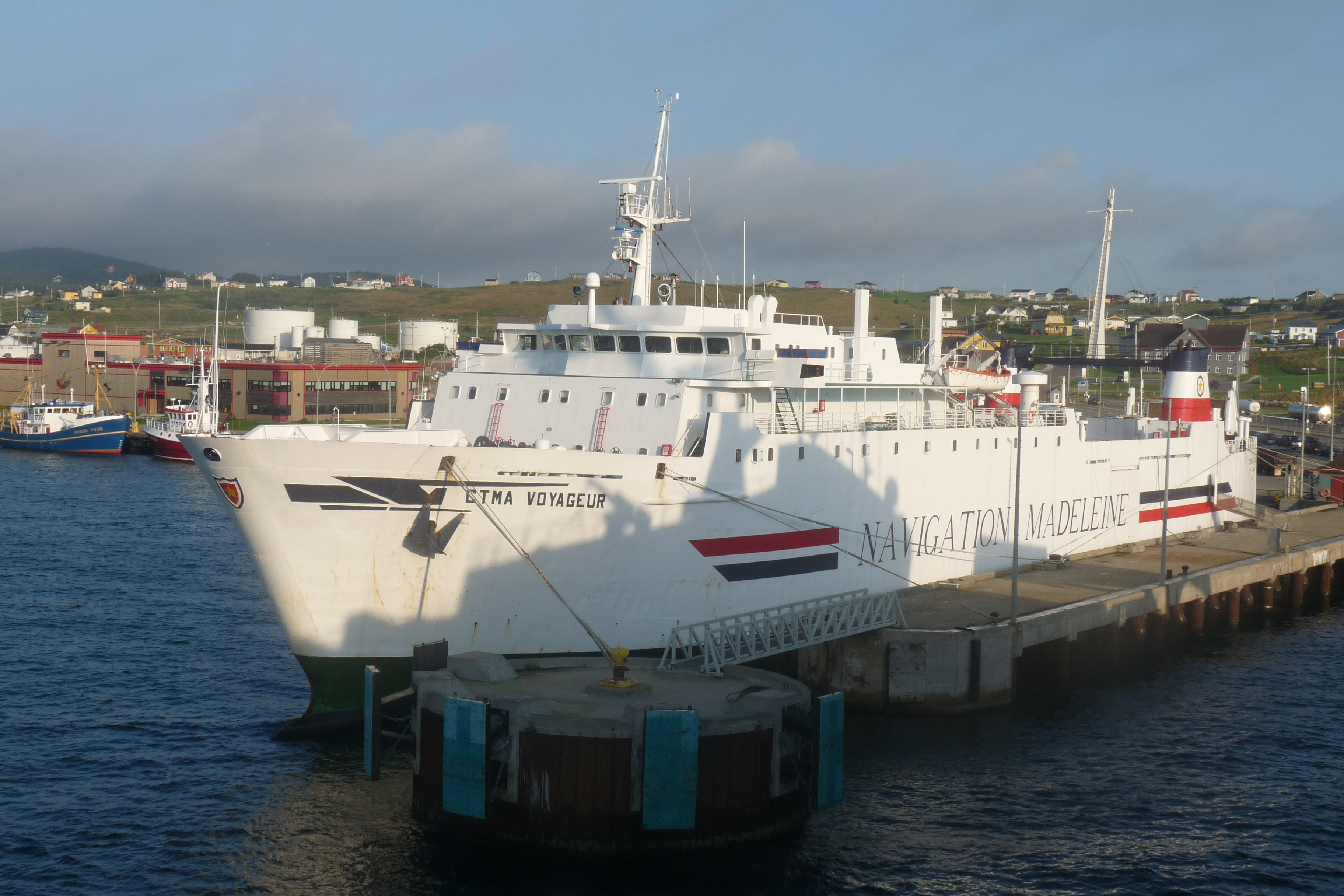
Navire-traversier Voyageur de la Coopérative de transport maritime et aérien en accostage au port de Cap-aux-Meules.

Cap-aux-Meules est une localité, située sur l'Île du Cap aux Meules, dans l'archipel des îles de la Madeleine au Québec au Canada. Chef-lieu de la municipalité des Îles-de-la-Madeleine, ce village avec une population de 2 515 habitants (2021) abrite le plus grand port de tout l'archipel. La majorité des commerces et des institutions s'y retrouvent ainsi l'hôpital de l'archipel avec une capacité totale de 122 lits.

## Toponymie

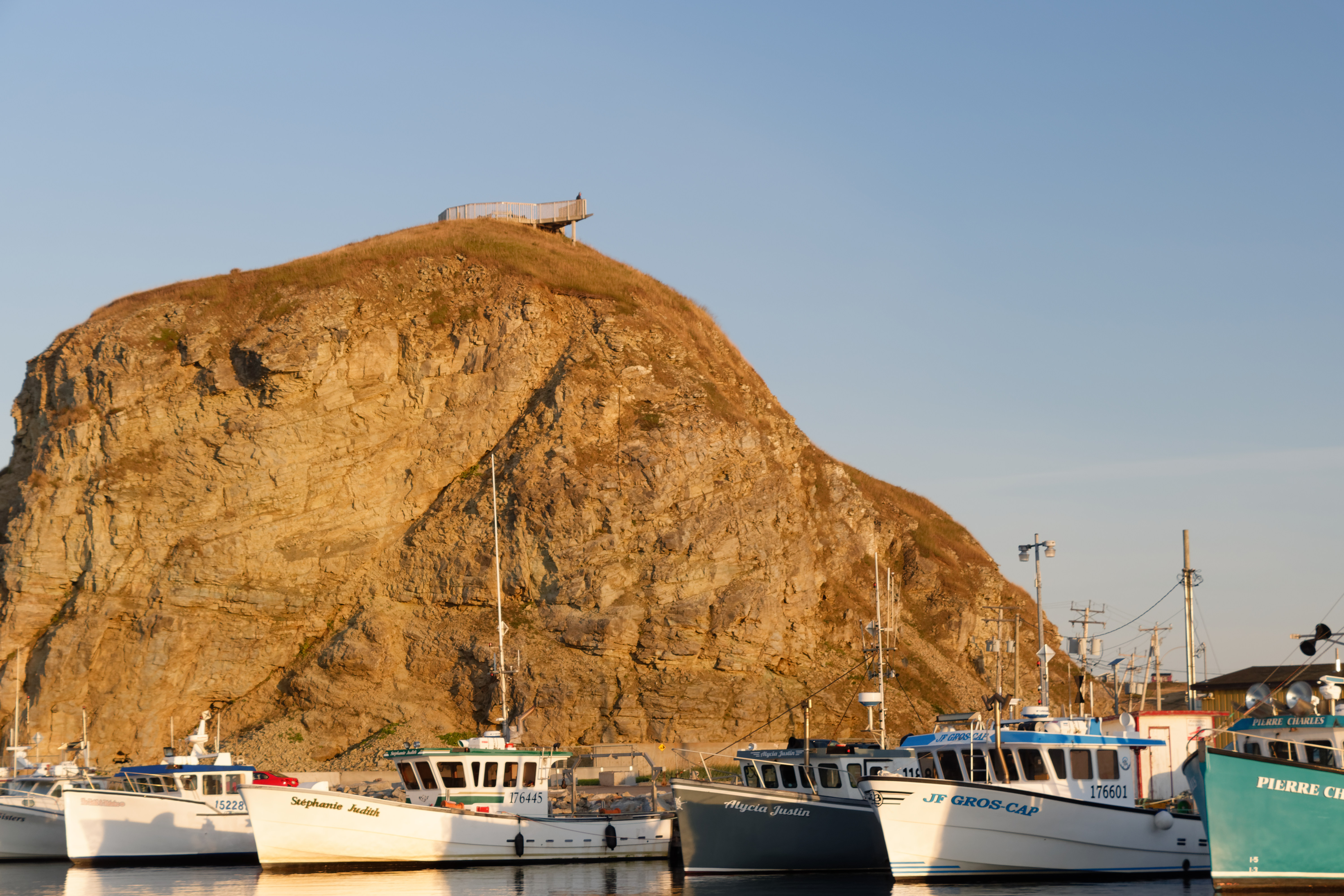
Cap-aux-Meules - butte et belvédère vus de la marina.

La municipalité du village de Cap-aux-Meules, quoique créée officiellement en 1950, est née comme établissement au début du XIXe siècle. Les Cap-aux-Meulois doivent leur gentilé à la présence d'un cap de même qu'aux carrières de pierres pour fabriquer des meules à grains. Par contre, on a également avancé que le nom pourrait évoquer des meules de foin. Le nom Île aux Meules paraît sur la carte de Joseph Bouchette de 1815. L'amiral Henry Wolsey Bayfield indique "Grindstone Island" sur une carte hydrographique de 1837. L'île du Cap-aux-Meules sur laquelle se situe la municipalité a autrefois porté le nom d'Île de l'Étang du Nord, associé à celui de Cap-aux-Meules sporadiquement.

## Histoire

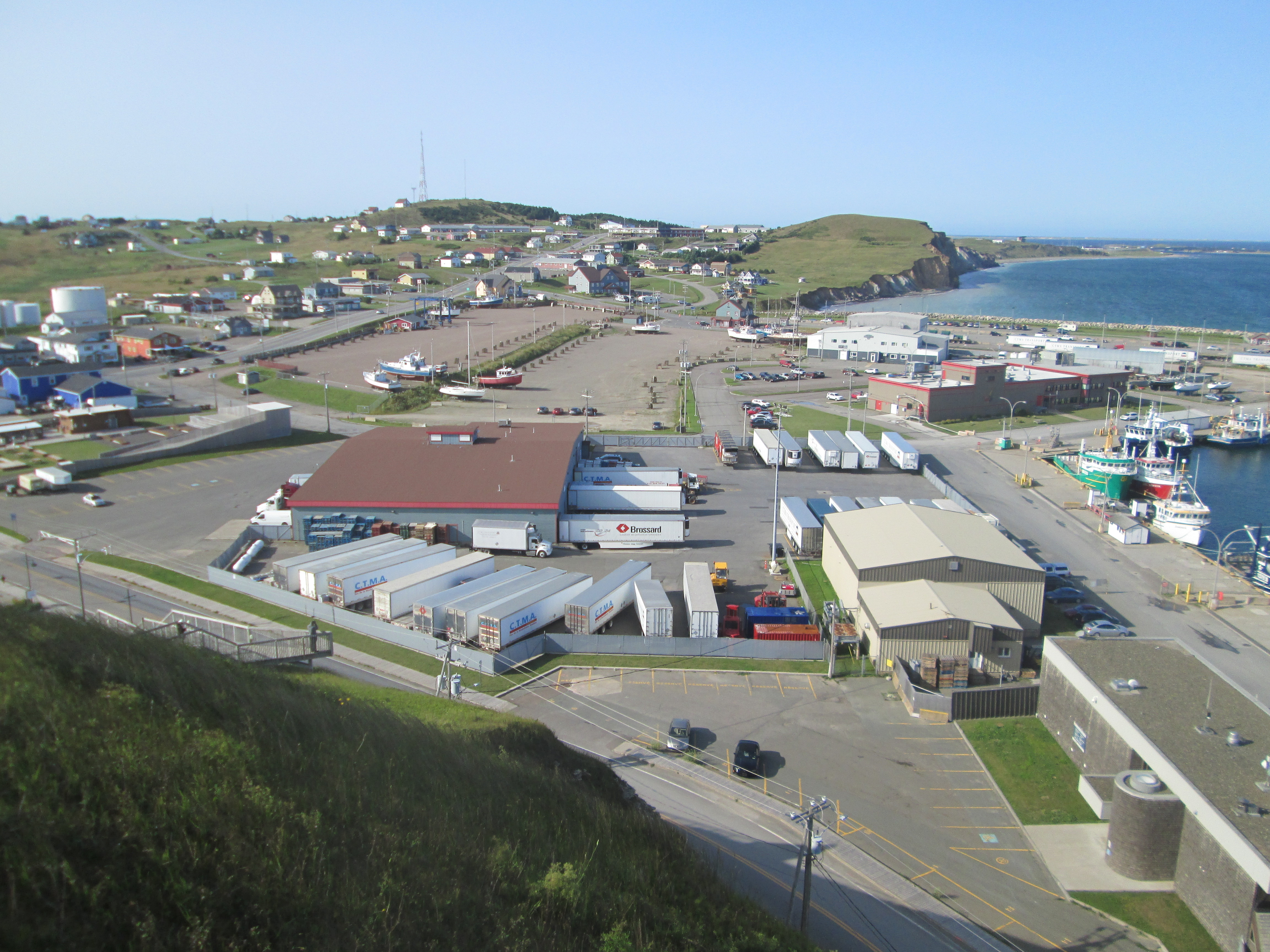
Cap-aux-Meules - centre ville, vu du butte et belvédère de la marina.

Les Îles-de-la-Madeleine furent initialement appelées par le peuple Micmac "Memquit", puis furent rebaptisées les "Araynes" par Jacques Cartier lors de son premier voyage en 1534, ensuite les Îles Ramées, puis les Îles Madeleine, et finalement, les Îles-de-la-Madeleine, par François Doublet de Honfleur (concessionnaire des Îles), en l'honneur de sa femme, Madeleine Fontaine.
En 1629, Samuel de Champlain inscrit sur une carte «La Magdeleine» à l'endroit de l'île du Havre Aubert. En 1653, Nicolas Denys reçoit une concession qui inclut les Iles-de-la-Madeleine, pour la somme de 15 000 livres qu'il doit payer à la Compagnie des Cent-Associés. Il en négligera cependant la colonisation. En 1663, la Compagnie des Cent-Associés accorde la concession des Iles-de-la-Madeleine à François Doublet de Honfleur. Il y installera des hommes qui y passeront un premier hiver; cette entreprise sera cependant considérée un échec. La même année, la Compagnie des Cent-Associés est abolie par Louis XIV et le territoire du Canada redevient de ce fait possession directe de la Couronne de France. S'ensuivra la valse des concessions, sans projets de colonisation véritables cependant… tout au plus, une guérilla entre les divers prétendants au droit exclusif sur la chasse aux phoques et aux « vaches marines ». François Doublet de Honfleur aurait attribué le nom des « Îles de la Madeleine » à l'archipel, en voulant ainsi honorer son épouse Madeleine Fontaine.
Au cours du XVIIIe siècle de nombreux Acadiens viendront s'installer dans les îles de la Madeleine après le Grand dérangement et la déportation des Acadiens.
La localité fut auparavant une municipalité de 1949 à 2002, temps pendant lequel elle a annexé une partie  de L'Étang-du-Nord, pour devenir finalement, en 2006, après une défusion et deux fusions, un secteur de la municipalité des Îles-de-la-Madeleine. L'île du Cap aux Meules était partagée en les municipalités de Cap-aux-Meules, Fatima et l'Étang-du-Nord. La population de Cap-aux-Meules était de 1685 habitants en 2006.
À l'automne 2006, les réservoirs de la pétrolière Irving qui ornaient la butte du Cap-aux-Meules sont démontés. Le site est encore, en 2007, à un stade de décontamination. La butte est aussi surmontée d'un escalier et d'un belvédère, qui terminent le sentier du Littoral.
Parmi les installations portuaires de Cap-aux-Meules, on retrouvait l'usine de Madelipêche, qui a été sévèrement incendiée en janvier 2007, à la suite d'un accident électrique. L'usine servait à la transformation du sébaste, qui arrivait en grandes quantités jadis, comprenait d'immenses salles de congélation et servait aussi à la transformation de sous-produits du phoque. Une grande fresque colorée représentant l'histoire des Îles, qu'on voyait sur le chemin du Quai, a également disparu lors de l'incendie.

## Démographie
| 2001  | 2006  | 2011  | 2016  |
| ----- | ----- | ----- | ----- |
| 1 659 | 1 685 | 1 952 | 2 569 |

| 2021  | - | - | - |
| ----- | - | - | - |
| 2 516 | - | - | - |

## Services

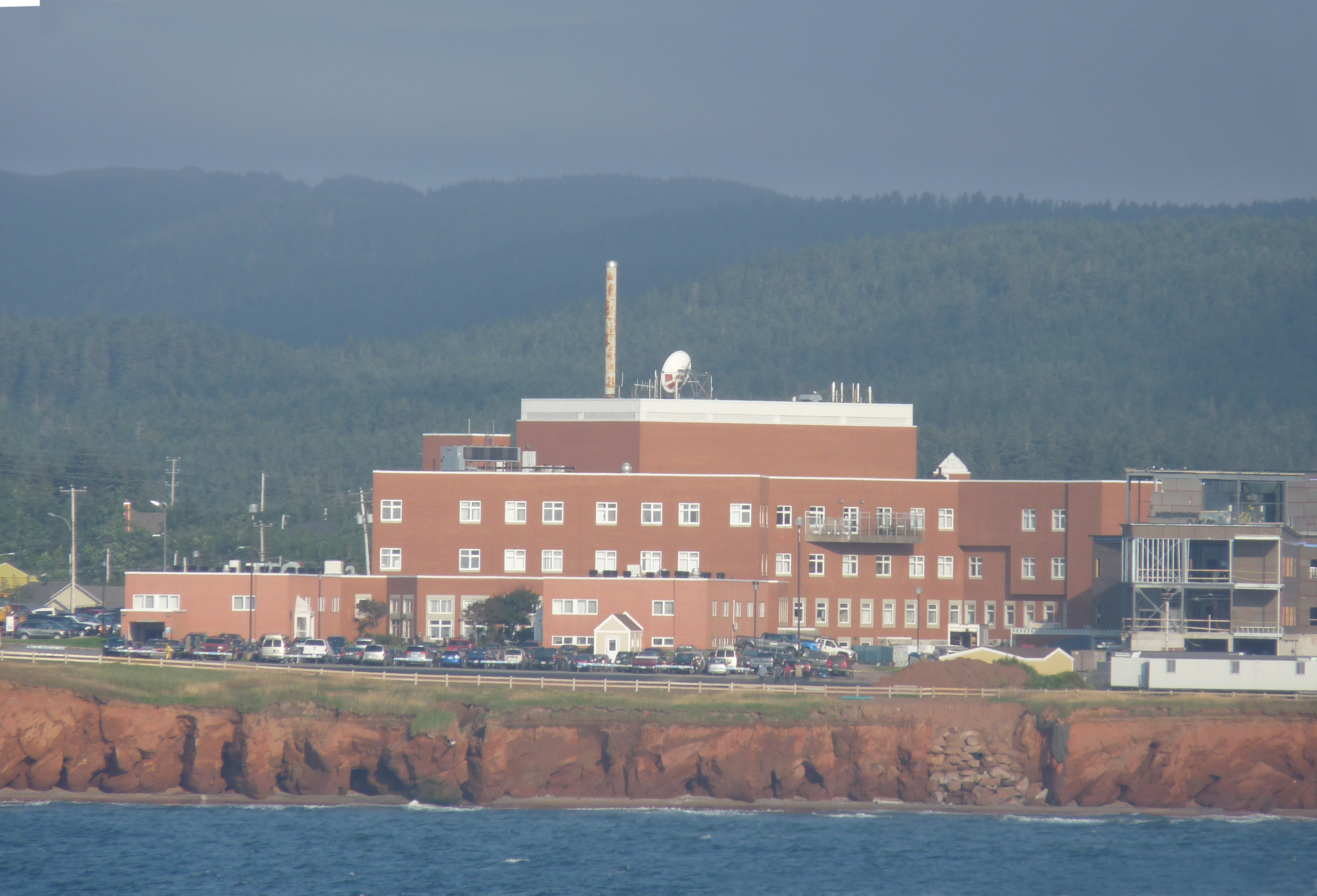
Hôpital de L'Archipel

La Coopérative de transport maritime et aérien assume les liaisons maritimes entre les îles de la Madeleine et le reste du Canada au moyen de ses navires-traversier tels que le Voyageur, le Vacancier et le Madeleine
.

## Culture

### Architecture et monuments
L'église Saint-André de Cap-aux-Meules, bâtie en 1966, est sise à côté de l'hôtel-de-ville, au 500 chemin Principal. Son architecture est faite de formes géométriques simples, sur une charpente de bois et des murs recouverts de pierre.

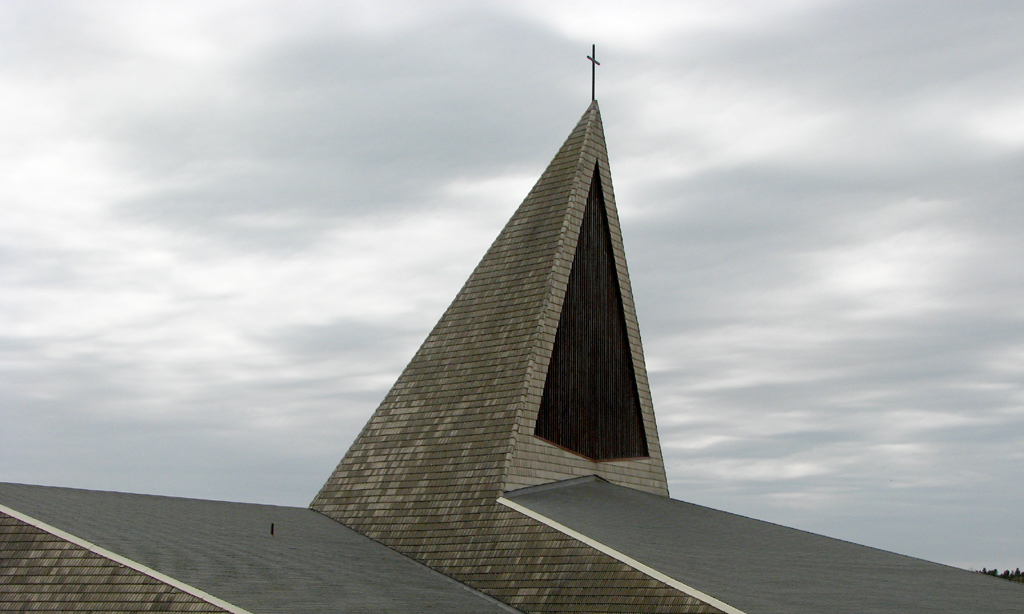
Église Saint-André de Cap-aux-Meules
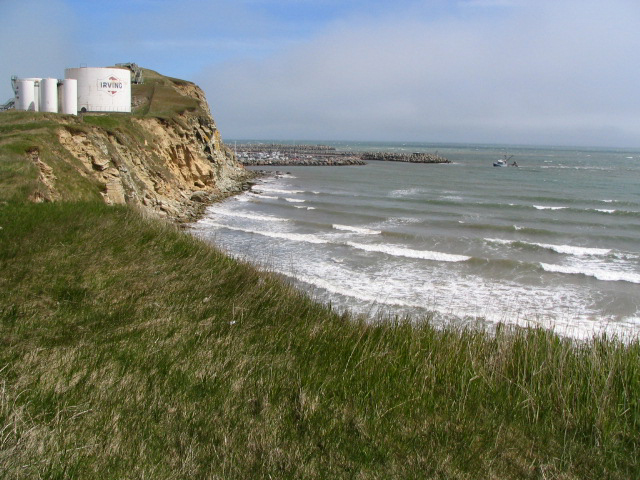
Les réservoirs de la compagnie pétrolière Irving sur la butte du Cap-aux-Meules en 2005

### Personnalités
Emmanuel Boudreau, né en 1989 à Cap-aux-Meules, joueur de hockey pour l'Océanic de Rimouski.